# 寒海魷科
寒海魷科（Psychroteuthis glacialis）是管魷目下屬的一個科。雖然目前只確認了一個物種，但可能還存在兩個未描述的物種。 
寒海魷科分佈在南極洲和南美洲附近的沿海水域，外套膜長度可達44公分（1.44英尺）。

## 外部連結
- 頭足綱資料庫（CephBase）： 寒海魷科
- Tree of Life web project: Psychroteuthis glacialis （页面存档备份，存于）